# Пенцлін
Пенцлін (нім. Penzlin) — місто в Німеччині, розташоване в землі Мекленбург-Передня Померанія. Входить до складу району Мекленбургіше-Зенплатте. Центр об'єднання громад Пенцлінер-Ланд.
Площа — 115,47 км2. Населення становить 4175 ос. (станом на 31 грудня 2020).

## Галерея

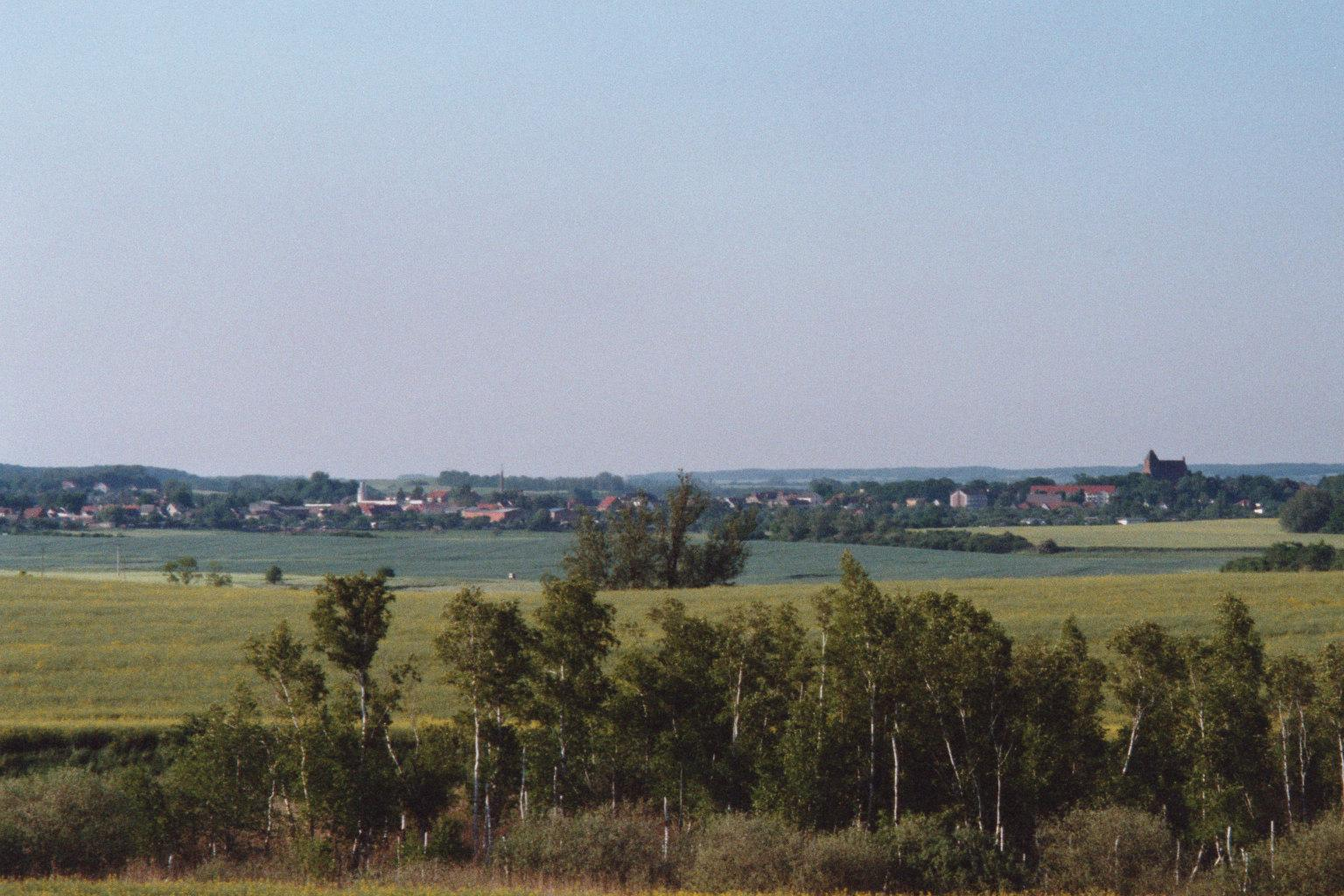
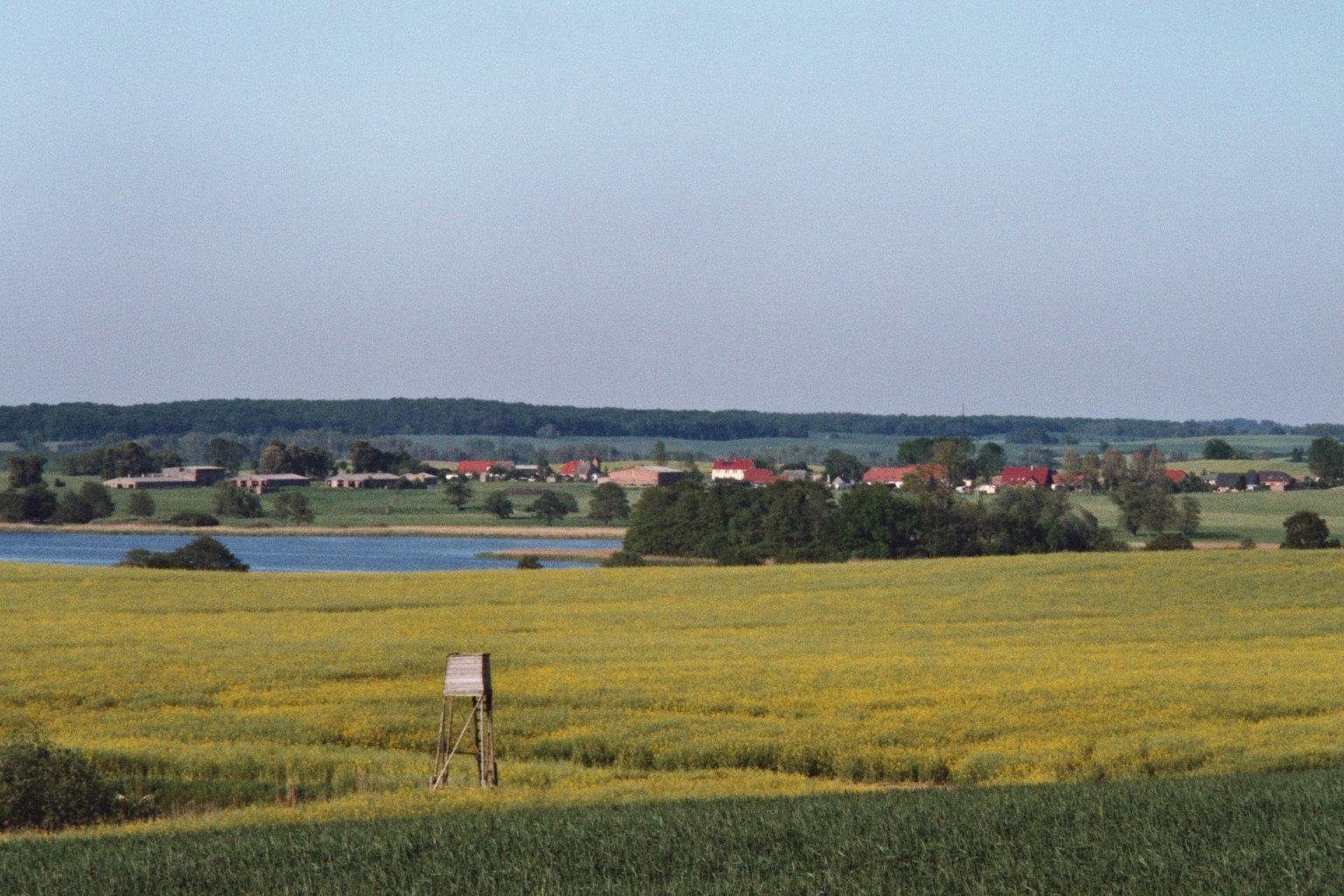
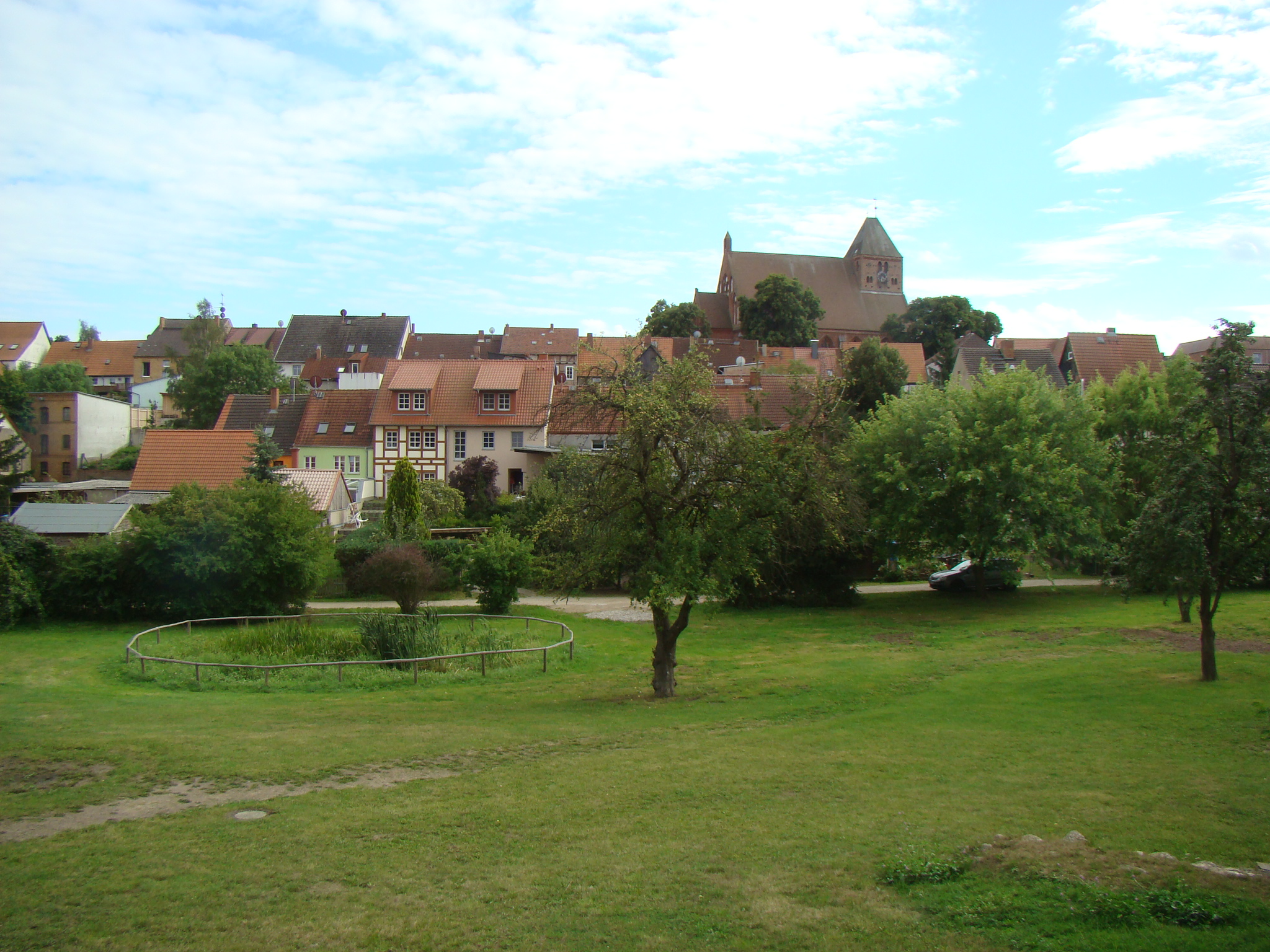
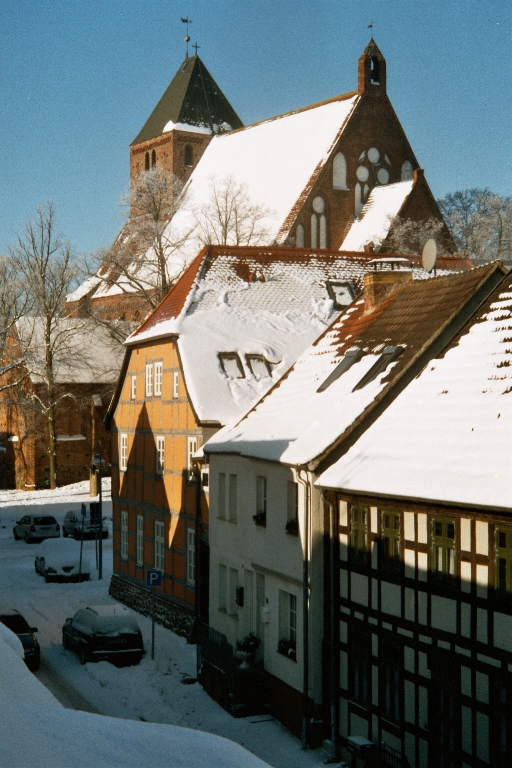
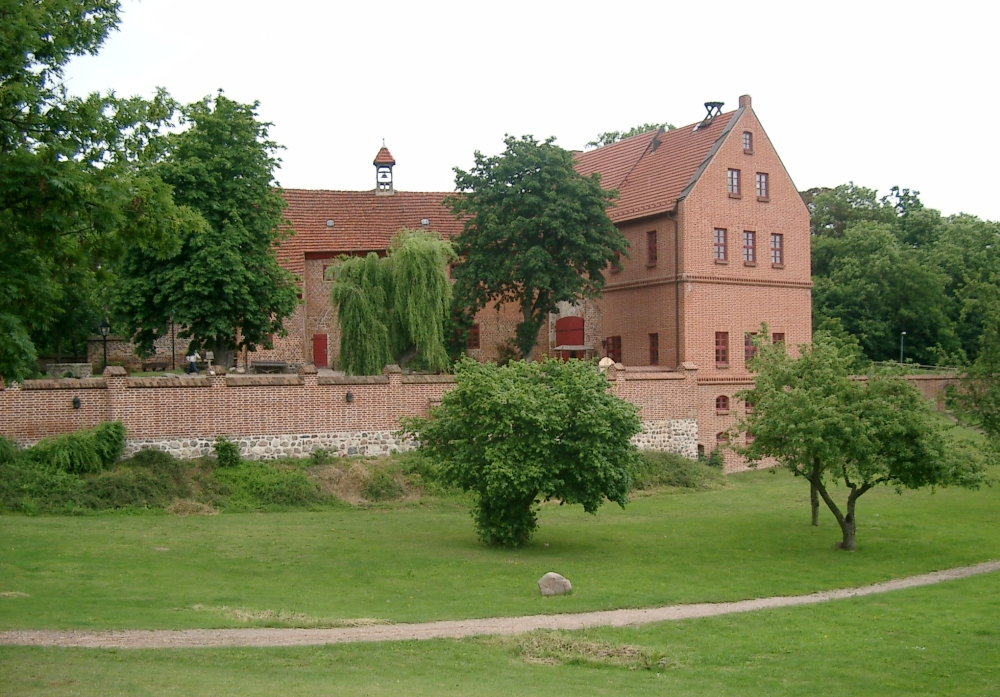
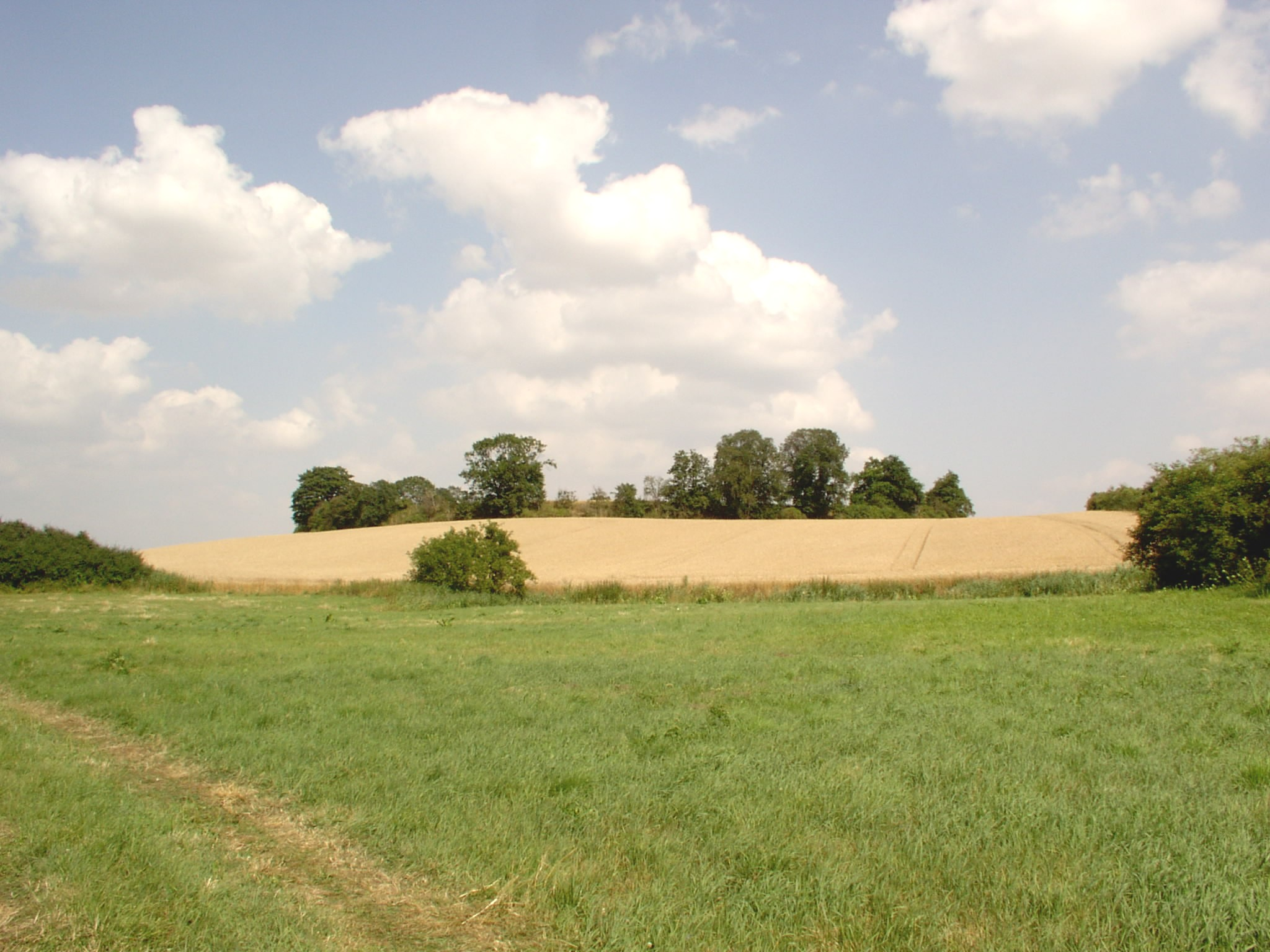